# UnOpened
Az UnOpened a Sonata Arctica első kislemeze 1999-ből.

## Számlista
1. „UnOpened”
2. „Mary-Lou”

## Megjelenés
A kislemez első kiadásában az első szám véletlenül lelassult. Ezt a hibát kevéssel az első adag lemez boltokba kerülése után vették észre, majd az egész első nyomást visszavonták. Azonban körülbelül 200 kópiát addigra már eladtak a hibás változatból, ezért azok mára már igazi különlegességnek számítanak gyűjtők számára.

## Közreműködők
- Tony Kakko – ének, billentyűsök
- Jani Liimatainen – gitár
- Tommy Portimo – dob
- Janne Kivilahti – basszusgitár
- Ahti Kortelainen – a stúdiómunkálatok vezetője
- Mikko Karmila és Mika Jussila – utómunkálatok